# Матрьошка (телесеріал)
«Російська лялька», або «Матрьошка» (англ. Russian Doll) — американський серіал-драмедія 2019 року від Netflix.

## Сюжет

### Сезон 1
У свій 36-й день народження Надя трагічно гине, але знову прокидається живою. Надя розуміє, що застрягла в часовій петлі, та намагається вибратися з нескінченного циклу смертей і «воскресінь».

### Сезон 2
Надя й Алан випадково знаходять шлях потрапити у 1982 рік і повернутися назад. У минулому вони намагаються вирішити проблеми своїх батьків, які впливають на їхнє власне життя в наші дні.

## У ролях

### Головні персонажі
- Надя Вулвоков (Наташа Лайонн) — розробниця відеоігор, яка опинилася в часовій петлі (1 сезон), постійно вмираючи і відроджуючись на вечірці на честь свого 36-річчя. У другому сезоні подорожує в часі.
- Максін (Грета Лі) — подруга Наді, яка влаштувала для неї вечірку.
- Джон Рейз (Юл Васкес) — агент з нерухомості, колишній бойфренд Наді, що перебуває в процесі розлучення з дружиною.
- Алан Завері (Чарлі Барнетт) — застряг у часовій петлі разом із Надею.
- Рут Бреннер (Елізабет Ешлі) — психолог, близька подруга Наді та її матері.
- Ленора Вулвоков (Хлоя Севіньї) — мати Наді.

### Другорядні персонажі
- Ліззі (Ребекка Гендерсон) — художниця-лесбійка, подруга Наді і Максін.
- Ферран (Рітеш Раджан) — продавець у магазині, знайомий Наді, близький друг Алана.
- Беатріс (Деша Поланко) — дівчина Алана, якій він збирався зробити пропозицію.
- Майк Кершоу (Джереми Бобб) — викладач літератури в коледжі, з яким у Беатрис був роман.
- Хорс або Кінь (Брендон Секстон) — безпритульний, якому допомагає Надя.
- Джо (Берт Янг) — сусід Алана.
- Уорд Дог (Варіс Ахлуваліа) — наркоділер, постачальник Максін.
- Чез (Шарлто Коплі) — коханець матері Наді.

## Реліз
9 січня 2019 року компанія Netflix випустила трейлер до серіалу. 23 січня відбувся передпрем'єрний показ в кінотеатрі Metrograph на Мангеттені. 1 лютого відбулася прем'єра всього серіалу цілком на Netflix.

## Музика
Пісня «Gotta Get Up» американського співака Гаррі Нілссона була використана як тема для «перезавантаження», коли персонаж Надія помирає і воскресає.

## Сезони
| Сезони | Сезони | Кількість серій | Прем'єра сезону     |
|        | 1      | 8               | 1 лютого 2019 року  |
|        | 2      | 7               | 20 квітня 2022 року |

## Список епізодів

### Сезон 1 (2019)
| Nº | # | Назва                                                          | Режисер       | Сценарій                                | Дата релізу   |
| --- | - | -------------------------------------------------------------- | ------------- | --------------------------------------- | ------------- |
| 1 | 1 | «Ніщо не просто в цьому світі» «Nothing in This World Is Easy» | Леслі Гедланд | Наташа Лайонн, Леслі Гедланд, Емі Полер | 1 лютого 2019 |
| Надю збиває машина і у неї трапляється перше «перезавантаження». Спочатку вона вважає, що це пов'язано з наркотиками, але пізніше вона дізнається, що все набагато складніше.                                                                    |   |                                                                |               |                                         |               |
| 2 | 2 | «Велика Втеча» «The Great Escape»                              | Леслі Гедланд | Наташа Лайонн, Емі Полер                | 1 лютого 2019 |
| Надя переживає ніч, не вмираючи і не відроджуючись на вечірці у ванній. Вона вважає, що галюцинації викликані кокаїном, який він прийняла на вечірці, адже якщо справа не в наркотиках, то справа в ній самій.                                   |   |                                                                |               |                                         |               |
| 3 | 3 | «Тепле тіло» «A Warm Body»                                     | Леслі Гедланд | Елісон Сілверман                        | 1 лютого 2019 |
| Пошуки підказок призводять Надю в Єврейську школу, але їй потрібна допомога Джона. Під час пошуків свого кота, Надя знайомиться з бездомним. |   |                                                                |               |                                         |               |
| 4 | 4 | «Рутина Алана» «Alan's Routine»                                | Джемі Беббіт  | Чірокко Дунлап, Леслі Гедланд           | 1 лютого 2019 |
| Вперше побачивши Алана в кінці минулого епізоду, ми продовжуємо дізнаватися, що сталося з ним в попередній день. Алан йде до своєї дівчини, але незабаром все в його житті різко погіршується ... поки він не зустрічає Надю.                    |   |                                                                |               |                                         |               |
| 5 | 5 | «Манія величі» «Superiority Complex»                           | Джемі Беббіт  | Жослин Біо                              | 1 лютого 2019 |
| Алан з'являється на вечірці Наді, і вони намагаються спільними зусиллями зрозуміти, що відбувається і як вони пов'язані один з одним. На вечірці Алан також зустрічає Майка і вступає в небажаний конфлікт.                                      |   |                                                                |               |                                         |               |
| 6 | 6 | «Відображення» «Reflection»                                    | Джемі Беббіт  | Флора Бірнбаум                          | 1 лютого 2019 |
| Прагнучи з'ясувати, як пов'язані їхні життя, Надя допомагає Алану згадати про його першу смерть, коли вони відстежують його кроки. Зрештою, Алан згадує, що саме сталося.                                                                        |   |                                                                |               |                                         |               |
| 7 | 7 | «Вихід» «The Way Out»                                          | Леслі Гедланд | Еллісон Сілверман, Леслі Гедланд        | 1 лютого 2019 |
| З постійним зникненням своїх близьких, Надія і Алан придумали теорію про те, що петлі почалися тому, що вони нехтували допомогти один одному в першу ніч, коли вони померли. Тим часом Надію переслідують спогади про своє неспокійне дитинство. |   |                                                                |               |                                         |               |
| 8 | 8 | «Аріадна» «Ariadne»                                            | Наташа Лайонн | Наташа Лайонн                           | 1 лютого 2019 |
| Надя і Алан опиняються в пастці двох окремих часових рамок. |   |                                                                |               |                                         |               |

### Сезон 2 (2022)
| Nº | # | Назва                                         | Режисер       | Сценарій                            | Дата релізу    |
| --- | - | --------------------------------------------- | ------------- | ----------------------------------- | -------------- |
| 9 | 1 | «Поза часом» «Nowhen»                         | Наташа Лайонн | Наташа Лайонн                       | 20 квітня 2022 |
| Незабаром Наді виповниться 40 років — вона планує тихо відсвяткувати свій день народження з Аланом. Але відбувається дещо дуже дивне. |   |                                               |               |                                     |                |
| 10 | 2 | «Крихітка з Коні-Айленда» «Coney Island Baby» | Алекс Буоно   | Еллісон Сілверман, Закія Олександр  | 20 квітня 2022 |
| Надя подорожує містом у пошуках зниклих Крюґеррандів і зустрічає давню знайому, яка приходить їй на допомогу.                         |   |                                               |               |                                     |                |
| 11 | 3 | «Витік мізків» «Brain Drain»                  | Наташа Лайонн | Наташа Лайонн, Аліса Джу            | 20 квітня 2022 |
| Надя дізнається дещо цікаве про сімейні статки й вирушає на пошуки відповідей, але ситуація набирає дивних обертів.                   |   |                                               |               |                                     |                |
| 12 | 4 | «Від станції до станції» «Station to Station» | Алекс Буоно   | Еліс Джу, Ліззі Роуз, Наташа Лайонн | 20 квітня 2022 |
| Алан повертається до свого берлінського коріння. У Будапешті Надя та Максін кайфують на домашній вечірці.                             |   |                                               |               |                                     |                |
| 13 | 5 | «Вишуканий труп» «Exquisite Corpse»           | Алекс Буоно   | Еллісон Сільверман                  | 20 квітня 2022 |
| Надя знаходить украдені цінності й вигадує план забезпечення майбутнього своєї сім’ї. Але на неї чекає сумне відкриття.               |   |                                               |               |                                     |                |
| 14 | 6 | «Рут Шредінгера» «Schrödinger's Ruth»         | Алекс Буоно   | Чірокко Данлеп                      | 20 квітня 2022 |
| Після найдивнішої поїздки в метро Надя намагається вийти зі скрутного становища. Тим часом Алан відчайдушно шукає Надю.               |   |                                               |               |                                     |                |
| 15 | 7 | «Матрьошка» «Matryoshka»                      | Наташа Лайонн | Наташа Лайонн, Аліса Джу            | 20 квітня 2022 |
| На свій день народження Надя зустрічається з Аланом у знайомому місці. Але у них різні погляди на майбутнє та минуле.                 |   |                                               |               |                                     |                |

## Критика
Серіал отримав прихильні відгуки критиків і глядачів. На сайті Rotten Tomatoes фільм має 97 % рейтингу «свіжості», заснованих на 75 рецензіях, а також 8.55 з 10 балів поставили глядачі. Загальний висновок говорить: «„Russian Doll“ може застрягти в тимчасовій петлі, але цей нескінченно винахідливий серіал ніколи не повторюється, оскільки розгойдується на гойдалці мінливих тонів — від фатально смішних до похмуро сумних — що вміло врівноважується хвилююче зухвалої Наташею Лайонн». На порталі Metacritic середній рейтинг фільму становить 89 з 100 основі 24 оглядів, що означає «загальне визнання».
Аліша Льютс з IGN дала першому сезону оцінку 10/10. Високо оцінюючи серіал, вона додає, що це «винахідлива, непередбачувана пригода, яка з легкістю стане одним з кращих шоу року». У своєму позитивному огляді Алан Сепінволл з Rolling Stone нагородила серіал 4,5 зірками з 5 і похвалив його, сказавши: «Суміш тонів і контрольована манія блискучого виступу Лайонн робить „Russian Doll“ чимось абсолютно новим, навіть незважаючи на те, що він зроблений під впливом багатьох відомих речей». Джеймс Понівозік, оглядач The New York Times, також висловив схвалення: «„Russian Doll“ — швидкий і трохи убогий, але в епоху потокового телебачення йому вдалося майже неможливе — змусити мене побажати трохи більшого». Хейлі Футч з Collider з ентузіазмом дав серіалу 5 зірок з 5 назвавши серіал «чистої магією, яка не тільки спонукає глядача дивитися наступний епізод, а й вкладає стільки ж в цілісність історії і характерів». Джуді Берман з TIME в своєму відгуку оцінює багатошаровість серіалу і називає його найкращим новим серіалом 2019 року на даний момент.